# معادله پنمن-مانتیث
معادله پنمن-مانتیث تبخیر و تعرق خالص (ET) را از داده‌های هواشناسی به عنوان جایگزینی برای اندازه‌گیری مستقیم تبخیر و تعرق تقریب می‌کند. این معادله به‌طور گسترده مورد استفاده قرار می‌گیرد و توسط فائو برای مدل‌سازی تبخیر و تعرق بالقوه ET0 استخراج شده‌است.

## اهمیت
سهم تبخیر و تعرق در بیلان آب حوزه آبخیز بسیار قابل توجه است، اما اغلب در نتایج تأکید نمی‌شود زیرا دقت این جزء اغلب نسبت به پدیده‌هایی که مستقیماً اندازه‌گیری می‌شوند، به عنوان مثال باران و جریان رودخانه، ضعیف است. علاوه بر عدم قطعیت‌های آب و هوایی، معادله پنمن-مانتیث به پارامترهای خاص پوشش گیاهی، به عنوان مثال مقاومت یا هدایت روزنه ای، حساس است.
اشکال مختلف ضرایب محصول (Kc) تفاوت بین پوشش گیاهی خاص مدل‌سازی شده و استاندارد تبخیر و تعرق مرجع (RET یا ET0) را نشان می‌دهد. ضرایب تنش (Ks) باعث کاهش ET به دلیل تنش‌های محیطی می‌شود (به عنوان مثال، اشباع خاک باعث کاهش O2 ناحیه ریشه می‌شود، رطوبت کم خاک باعث پژمردگی، اثرات آلودگی هوا و شوری می‌شود). مدل‌های پوشش گیاهی بومی نمی‌توانند مدیریت محصول را برای جلوگیری از استرس مکرر پیشبینی کنند.

## معادله
بر اساس تبخیر و محیط، معادله این است:
{\displaystyle {\overset {\text{Energy flux rate}}{\lambda _{v}E={\frac {\Delta (R_{n}-G)+\rho _{a}c_{p}\left(\delta e\right)g_{a}}{\Delta +\gamma \left(1+g_{a}/g_{s}\right)}}}}~\iff ~{\overset {\text{Volume flux rate}}{ET={\frac {\Delta (R_{n}-G)+\rho _{a}c_{p}\left(\delta e\right)g_{a}}{\left(\Delta +\gamma \left(1+g_{a}/g_{s}\right)\right)L_{v}}}}}}
λv = آنتالپی تبخیر. انرژی مورد نیاز در واحد جرم آب تبخیر شده (J g−1)
Lv = آنتالپی حجمی تبخیر. انرژی مورد نیاز به ازای هر حجم آب تبخیر شده (Lv = 2453 MJ m−3)
E = سرعت تبخیر و تعرق انبوه آب (g s−1 m−2)
ET = حجم آب تبخیر و تعرق شده (mm s−1)
Δ = نرخ تغییر رطوبت مخصوص اشباع با دمای هوا (Pa K−1)
Rn = چگالی تابش (W m−2)، منبع خارجی شار انرژی
G = شار حرارتی زمین (W m−2)، معمولاً اندازه‌گیری دشوار است
cp = ظرفیت گرمایی ویژه هوا (J kg−1 K−1)
ρa = چگالی هوای خشک (kg m−3)
δe = کمبود فشار بخار (Pa)
ga = هدایت هیدرولیک هوا، رسانایی اتمسفر (m s−1)
gs = هدایت هیدرولیک استوما، هدایت هیدرولیک سطحی یا روزنه ای (m s−1)
γ = ثابت روان سنجی (γ ≈ 66 Pa K−1)
توجه: اغلب از مقاومت‌ها به جای رسانایی استفاده می‌شود.
{\displaystyle g_{a}={\tfrac {1}{r_{a}}}~~\And ~~g_{s}={\tfrac {1}{r_{s}}}={\tfrac {1}{r_{c}}}}
که در آن rc به مقاومت در برابر شار از یک تاج پوشش گیاهی تا حد برخی از لایه‌های مرزی تعریف شده اشاره دارد.
هدایت اتمسفر ga برای اثرات آیرودینامیکی مانند ارتفاع جابجایی صفحه صفر و طول زبری سطح است. رسانایی روزنه ای gs برای اثر تراکم برگ (شاخص سطح برگ)، تنش آب و غلظت CO2 در هوا، یعنی واکنش گیاه به عوامل خارجی را به حساب می‌آورد. مدل‌های مختلفی برای پیوند رسانایی روزنه‌ای به این ویژگی‌های پوشش گیاهی وجود دارد، مانند مدل‌هایی که از P.G. جارویس (1976) یا جاکوبز و همکاران. (1996).